# Mexikóváros
Mexikóváros (spanyolul: Ciudad de México, ejtsd: [szjudá de mechiko] kiejtéseⓘ) Mexikó fővárosa és legnagyobb városa, a Mexikóvárosi főegyházmegye érseki székvárosa. Lakossága elővárosokkal együtt (az ún. Zona Metropolitana) több mint 21 millió fő (2020-as adat), ezzel a világ egyik legnagyobb városa. A települést magában foglaló közigazgatási egység 2016-ig a Distrito Federal (D. F.), vagyis a „Szövetségi Körzet” nevet viselte. Mexikóváros az országon belül önálló közigazgatási egységet alkot (melynek hivatalos rövidítése 2016 óta: CDMX), amely egyetlen államhoz sem tartozik.

## Történelem

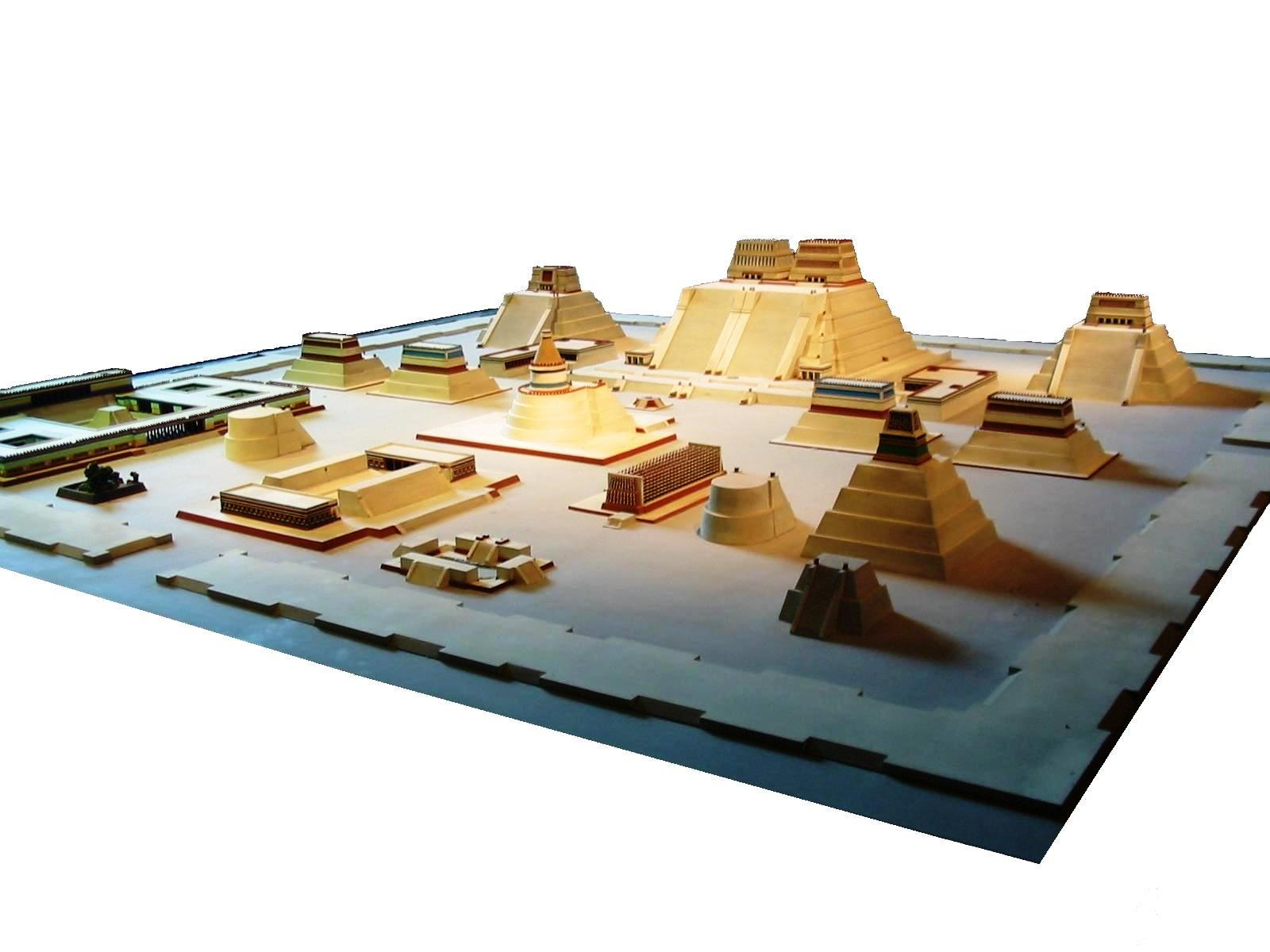
Tenocstitlan piramiskörzetének rekonstrukciós modellje (mexikóvárosi Antropológiai Nemzeti Múzeum)

A várost Tenochtitlán néven az aztékok alapították 1325 körül.
1519 novemberében érkezett a vidékre Hernán Cortés konkvisztádor több száz katonával. A feljegyzések szerint elámultak a város szépségén, épületein, a kődomborművekkel és stukkókkal díszített piramisépítményeken. Később, 1521 májusában azonban megkezdődött a város három hónapig tartó ostroma. 
A bosszúra vágyó leigázott népek segítségével a spanyolok megtörték az aztékok szervezett ellenállását. 
Augusztus 13-án partra szálltak a városban és aznap több mint 200 ezer lakost öltek meg. Becslések szerint a hódítás során közel 300 ezer embert mészároltak le.[forrás?] Az azték főváros nagy része elpusztult az ostrom alatt; ami megmaradt belőle, azt a hódítók lerombolták. 
A piramisok köveiből, azok helyén építették fel palotáikat, templomaikat és az új várost, ami bölcsője lett a mai metropolisnak, Mexikóvárosnak.
Az újjáépülés után az indián lakosság lassan visszatért ősei városába, és 1525-ben már 30 ezer lakosa volt. 1535-ben az első alkirály megérkezésekor Új-Spanyolország fővárosa lett. Az első egyetemet 1551-ben alapították.
A gyarmati időszak alatt viszonylag békésen fejlődött. Miután a környező sekély tó részben kiszáradt, részben feltöltötték, terjeszkedésre is volt lehetőség. 1821-ben lett a független Mexikó fővárosa.

## Földrajz

### Fekvése
Mexikóváros a Mexikói-fennsík déli részén terül el, délről a Vulkáni-kereszthegység csúcsai határolják. Területének nagy része a tengerszint felett körülbelül 2230–2250 méter magasságban fekvő sík terület, de a külső kerületek utcái már a hegyekre kúsznak fel. Legmagasabb pontja a délnyugati részen, a Tlalpan nevű kerületben emelkedő Ajusco (ennek két csúcsa a Cruz del Marqués és a Pico del Águila), melynek magassága a 3900 métert is meghaladja.

### Éghajlat
A város nagy területe miatt a hőmérsékleti és a csapadékadatok is eltéréseket mutatnak a különböző városrészekben. A belváros évi átlagos hőmérséklete 17–18 °C körül van, a csapadék mennyisége kb. 700 mm. A legmelegebb hónap a május 20 °C feletti átlaghőmérséklettel, a leghidegebb a január 15 °C alattival. Minden hónapban mértek már 30 °C feletti hőséget, a téli hónapokban időnként gyenge fagyok is előfordulhatnak. A csapadék időbeli eloszlása igen egyenetlen: a júniustól szeptemberig tartó 4 hónapos időszakban hull az egész éves eső mintegy háromnegyed része, novembertől márciusig pedig alig esik néhány mm.
| Hónap                                   | Jan. | Feb. | Már. | Ápr. | Máj. | Jún. | Júl. | Aug. | Szep. | Okt. | Nov. | Dec. | Év   |
| --------------------------------------- | ---- | ---- | ---- | ---- | ---- | ---- | ---- | ---- | ----- | ---- | ---- | ---- | ---- |
| Rekord max. hőmérséklet (°C)            | 30,5 | 32,0 | 32,5 | 34,5 | 35,5 | 33,5 | 29,5 | 29,5 | 30,0  | 30,0 | 30,5 | 30,5 | 35,5 |
| Átlagos max. hőmérséklet (°C)           | 23,6 | 25,0 | 27,4 | 28,0 | 27,9 | 26,0 | 24,8 | 25,1 | 24,8  | 24,6 | 24,3 | 23,4 | 25,4 |
| Átlaghőmérséklet (°C)                   | 14,6 | 15,9 | 18,4 | 19,7 | 20,3 | 19,6 | 18,6 | 18,8 | 18,6  | 17,6 | 16,2 | 15,1 | 17,8 |
| Átlagos min. hőmérséklet (°C)           | 5,6  | 6,7  | 9,4  | 11,3 | 12,8 | 13,2 | 12,5 | 12,4 | 12,3  | 10,7 | 8,1  | 6,7  | 10,2 |
| Rekord min. hőmérséklet (°C)            | −2,5 | −1,0 | −0,5 | 5,0  | 7,5  | 7,5  | 8,0  | 6,0  | 4,5   | 2,5  | 0,5  | 0,0  | −2,5 |
| Átl. csapadékmennyiség (mm)             | 7    | 5    | 10   | 28   | 69   | 129  | 146  | 112  | 111   | 52   | 5    | 4    | 677  |
| Forrás: Servicio Meteorológico Nacional |      |      |      |      |      |      |      |      |       |      |      |      |      |

## Népessége
Az ENSZ 2016-os becslése alapján az agglomeráció lakossága 2030-ban mintegy 24-25 millió fő lehet, de már a 2010-es években is meghaladta a 20 millió főt.
A város népességének változása (elővárosok nélkül):

| 2015 | 8 918 653 |
| 2020 | 9 209 944 |

## A város közigazgatása
| Szám | Kerület                | Terület km²-ben | Lakosság 2010 | Népsűrűség fő/km² |
| ---- | ---------------------- | --------------- | ------------- | ----------------- |
| 01   | Álvaro Obregón         | 93,67           | 727 034       | 7762              |
| 02   | Azcapotzalco           | 34,51           | 414 711       | 12 017            |
| 03   | Benito Juárez          | 26,28           | 385 439       | 14 667            |
| 04   | Coyoacán               | 59,19           | 620 416       | 10 482            |
| 05   | Cuajimalpa de Morelos  | 72,88           | 186 391       | 2558              |
| 06   | Cuauhtémoc             | 32,09           | 531 831       | 16 573            |
| 07   | Gustavo A. Madero      | 91,46           | 1 185 772     | 12 965            |
| 08   | Iztacalco              | 21,84           | 384 326       | 17 597            |
| 09   | Iztapalapa             | 124,46          | 1 815 786     | 14 589            |
| 10   | La Magdalena Contreras | 62,19           | 239 086       | 3844              |
| 11   | Miguel Hidalgo         | 46,02           | 372 889       | 8103              |
| 12   | Milpa Alta             | 268,63          | 130 582       | 486               |
| 13   | Tláhuac                | 88,44           | 360 265       | 4074              |
| 14   | Tlalpan                | 309,72          | 650 567       | 2101              |
| 15   | Venustiano Carranza    | 33,07           | 430 978       | 13 032            |
| 16   | Xochimilco             | 134,58          | 415 007       | 3084              |
|      | Összesen               | 1499,03         | 8 436 369     | 5628              |

forrás: Instituto Nacional de Estadística Geografía e Informática

## Közlekedés

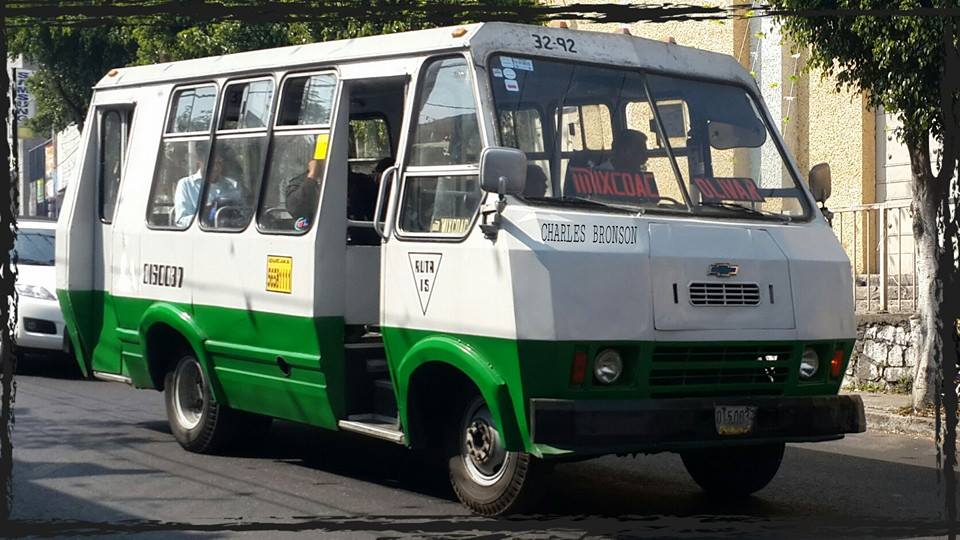
A pesero mikrobusz

### Közút

#### Pesero
A pesero tipikus félhosszú utasbusz (mikrobusz), amelyek 22 ülő utast és 28 álló utast szállíthat. 2007-ben a hozzávetőlegesen 28 ezer pesero a város utasainak 60%-át szállította.

### Légi közlekedés

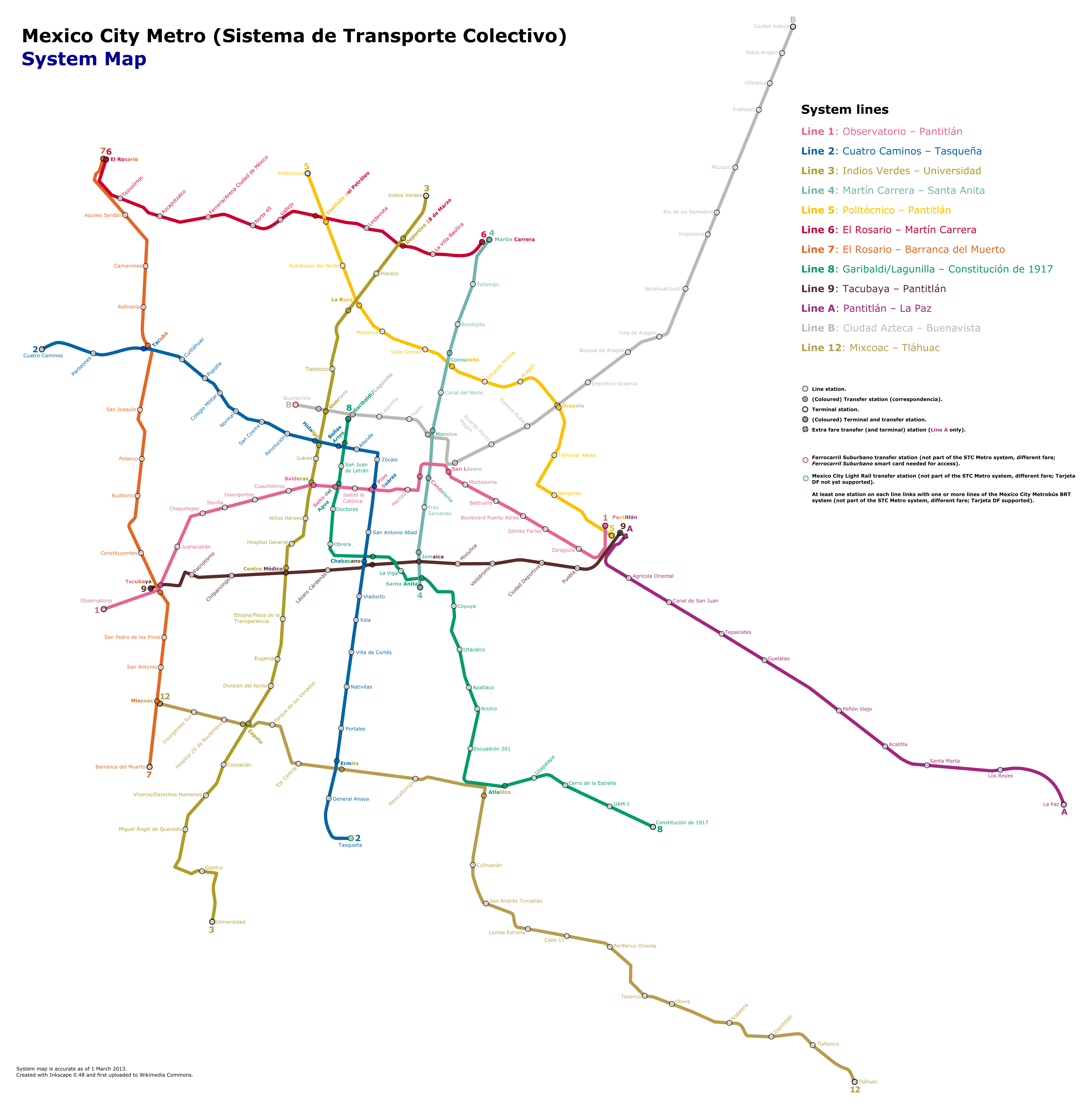
A metróhálózat térképe

Mexikóváros nemzetközi repülőtere a Benito Juárez nemzetközi repülőtér, ahonnan Mexikó és a világ többi országának számos más városa elérhető. Bár az országban ez a legforgalmasabb reptér, világszinten nem tartozik a szűk élmezőnybe: egy 2011-ben és 2012-ben végzett felmérés szerint éves utasszáma (28 723 306 fő) alapján csak az 52. helyet foglalja el, a felszálló és leszálló járatok száma (370 136) alapján a 26., míg teherforgalma szerint (403 885 tonna) az 50. a világon. Latin-Amerika repülőterei között viszont kiemelkedő helyet foglal el: a járatok számában első, utasszám alapján csak São Paulo, teherforgalom alapján pedig csak São Paulo és Bogotá előzi meg.

### Metróhálózat
Mexikóváros metróhálózata 12 vonalból áll: az első kilencet 1-től 9-ig számozták, a következő kettő jele A és B lett, majd a 12-es következik. Mindegyik járat saját színnel rendelkezik. Üzemideje munkanapokon 5–24 óra, szombaton 1, vasárnap 2 órával később kezdődik. A hálózatnak összesen 195 állomása van, melyekből 44-en van átszállási lehetőség más vonalra. A 195 állomás közül 115 föld alatti, 54 felszíni és 26 föld feletti emelt szintű. A jegy ára igen alacsony, a világ legolcsóbbjai közé tartozik: 2013-ban is csak mindössze 3 peso volt (kb. 54 Ft).

## Kultúra

### Színházak és kulturális intézmények
- Szépművészeti Palota: 1904 és 1934 között építették.
- Ballet Folclórico Nacional de México – Nemzeti folklórbalett.
- Auditorio Nacional – Nemzeti Auditórium

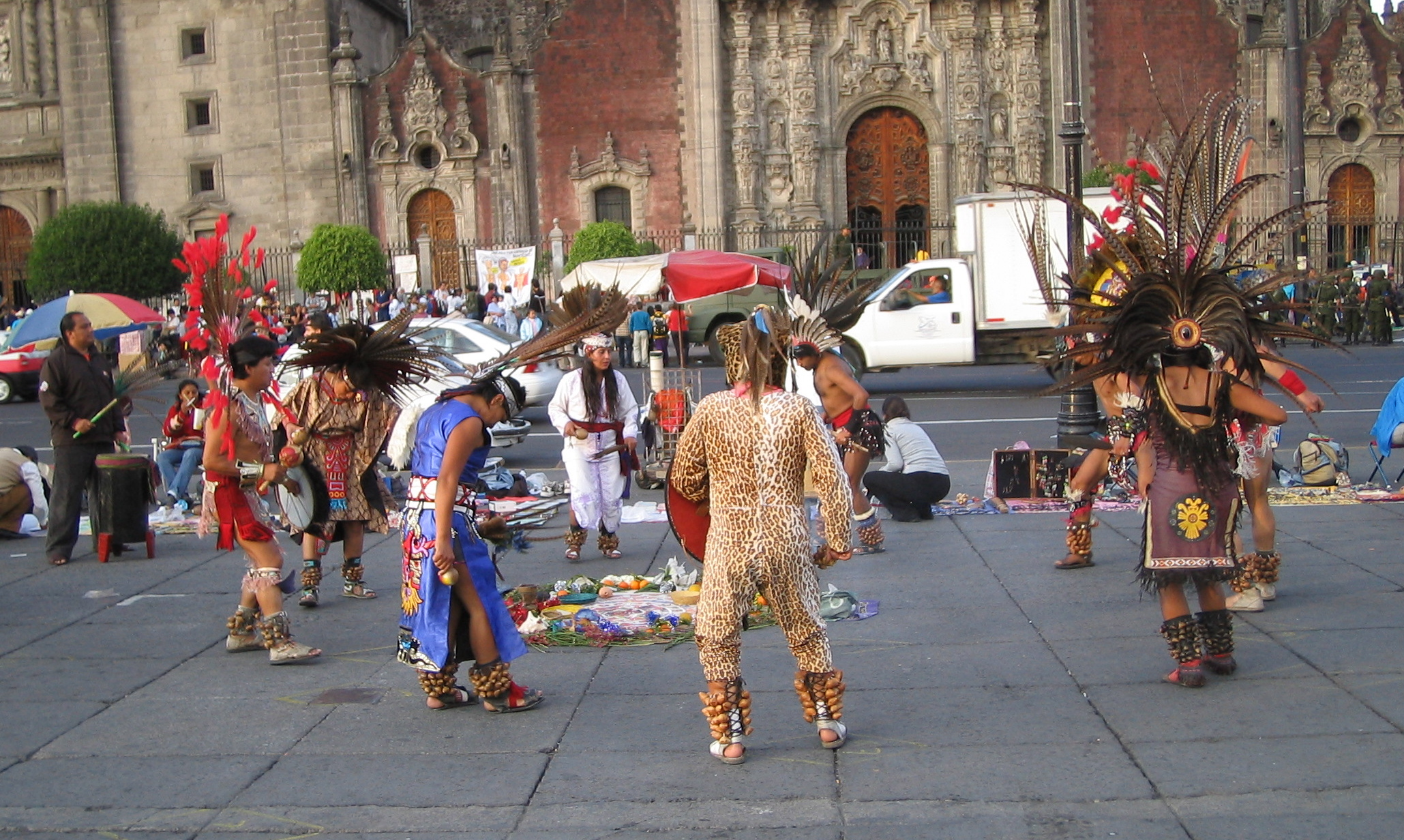
Indiánok feldíszített népviseletben

### Múzeumok
- Instituto Nacional de Antropología e Historia – Nemzeti Antropológiai és Történeti Intézet
- Museo Nacional de Antropología – Nemzeti Antropológiai Múzeum
- Museo Nacional de Arte – Nemzeti Művészeti Múzeum
- Museo Nacional de las Culturas – Kultúrák Nemzeti Múzeuma (a Nemzeti Palota épületében)
- Soumaya Múzeum – művészeti múzeum két telephelyen
- El Borceguí Cipőmúzeum

Igazi különlegesség a Cuauhtémoc kerületben, a Colonia Juárez városrészben található Csokoládémúzeum (Mundo Chocolate, rövidítve MUCHO), ahol mindent megtalálhatunk kiállítva, ami csak a kakaóbabbal, a kakaóval és a csokoládéval kapcsolatos, és a hozzá tartozó csokoládézókban a látogató meg is ízlelheti, az üzletekben meg is vásárolhatja, amit a kiállításokon látott.

## Oktatás
A város egyetemei:
- Mexikói Autonóm Nemzeti Egyetem (Universidad Nacional Autónoma de México) – 1551-ben alapított egyetem.
- Universidad Tecnológica de México
- Mexikóvárosi egyetem
- Universidad Iberoamericana
- Universidad Intercontinental
- Universidad Pedagógica Nacional
- Universidad Panamericana

## Látnivalók
Főbb látnivalók:
- Városi katedrális (Catedral Metropolitana): Építését 1573-ban kezdték, alapanyagául Tenochtitlán azték főpiramisának köveit használták.

- Templo Mayor: A városi katedrális mellett van.

- Nemzeti Palota (Palacio Nacional)

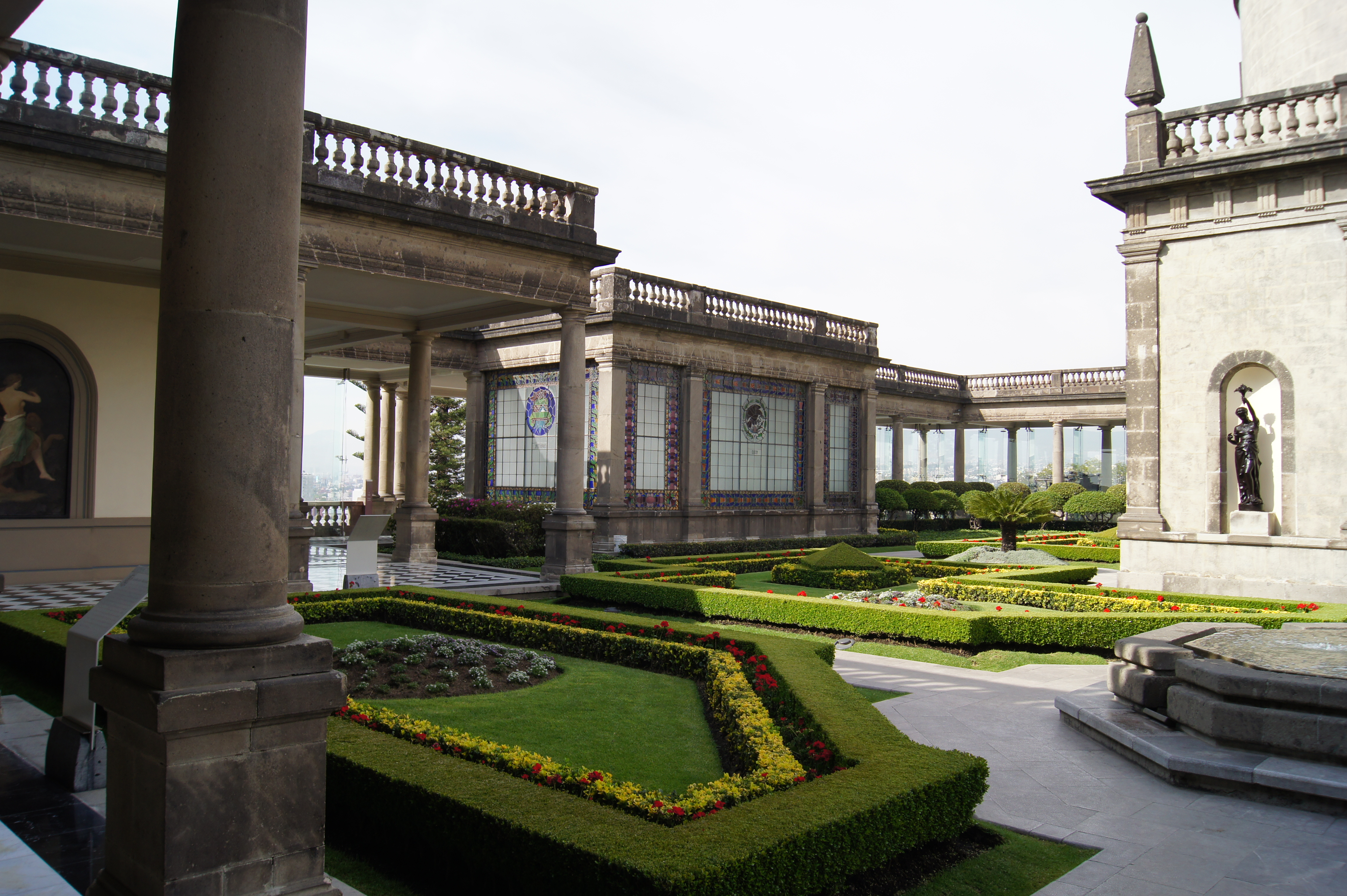
A Chapultepec kastély kertje

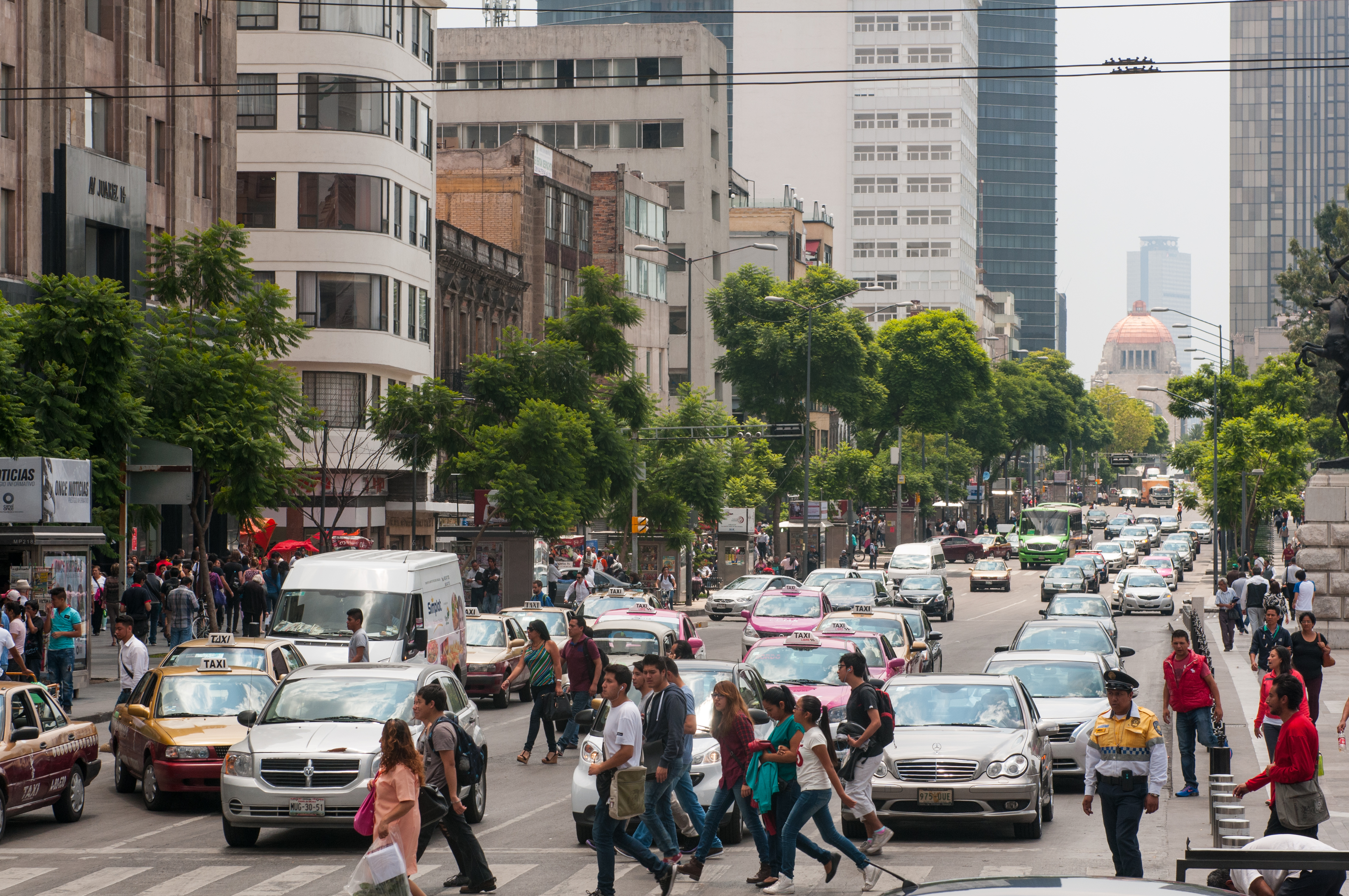
Utcakép a város belső részén

- Chapultepec Kastély (Castillo de Chapultepec): A kastély építését 1795-ben kezdték, később Habsburg Miksa birodalmi palotája lett, majd elnöki otthonként szolgált.

- Chapultepec Park (Bosque de Chapultepec)
- Guadalupei bazilika (Basílica de Nuestra Señora de Guadalupe): A város északi végében emelték. Itt vannak Mexikó legfontosabb vallásos témájú festményei.

- Három kultúra tere (Plaza de las Tres Culturas): Itt együtt láthatjuk három kultúra építészetének darabjait; egy azték szertartási központ romjait, egy 16. századi spanyol gyarmati templomot és a Külügyminisztérium modern épületét.

- Az Heras y Soto grófok palotája
- Auditorio Nacional (hangverseny- és rendezvényközpont)
- Mercado de la Merced (piac)

### Felhőkarcolók

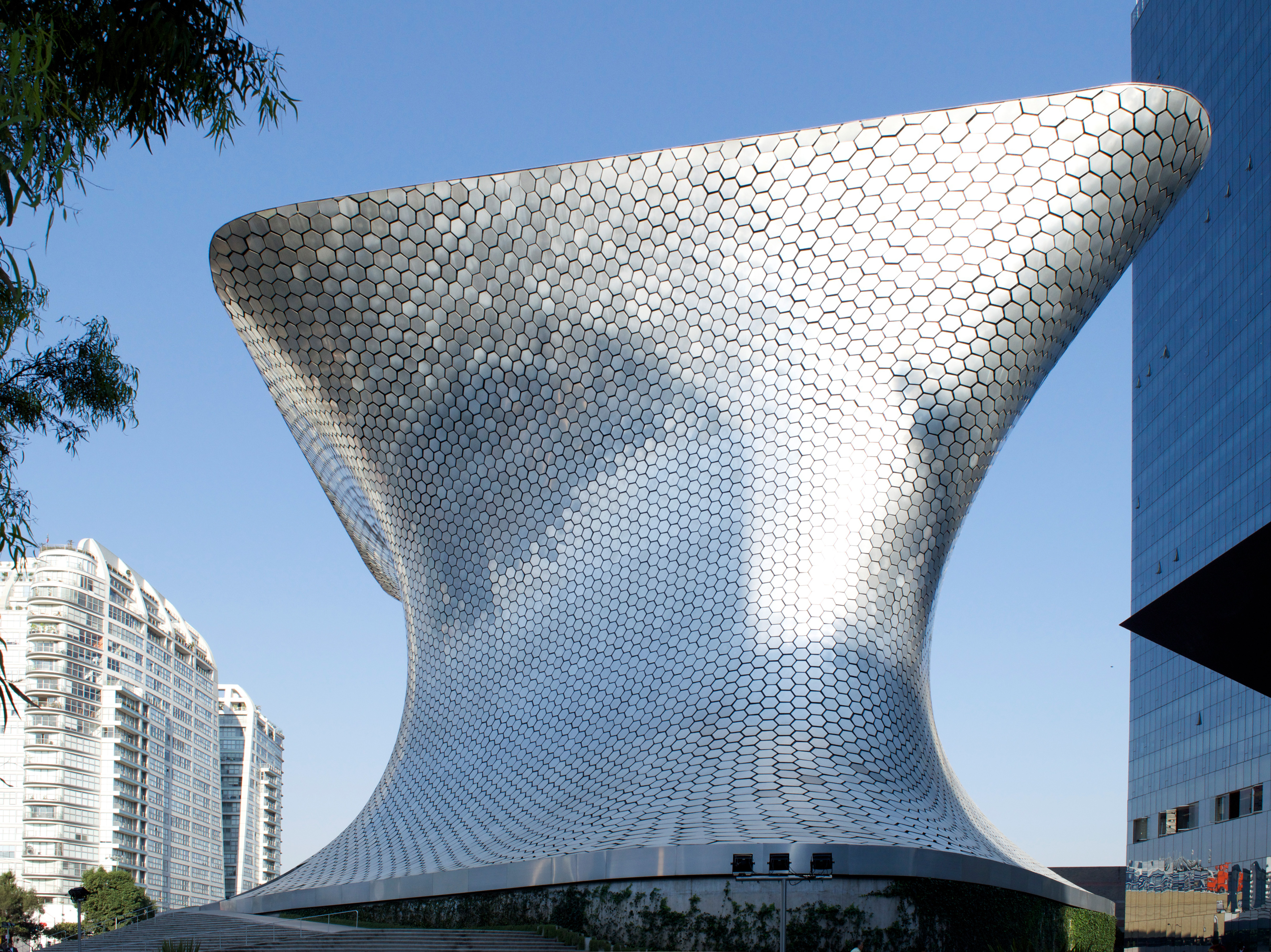
A Soumaya Múzeum

Terület
- Paseo de la Reforma
- Santa Fe

Toronyházak
- Torre Latinoamericana
- Torre Mayor
- Torre Reforma

### Múzeumok
- Nemzeti Történelmi Múzeum
- Soumaya Múzeum
- Mexikói Nemzeti Embertani Múzeum
- Szépművészeti Palota:  Szépművészeti Múzeum és a Nemzeti Építészeti Múzeum

### A környéken
- Teotihuacán

## Városkép, magas épületek
Bár Mexikóban gyakoriak a földrengések, és Mexikóvárosban is több pusztító erejű rengés is előfordult már (például 1985-ben), mégis egyre több és egyre magasabb felhőkarcolót építenek itt, főleg a Paseo de la Reforma térségében. 2017-ig folyamatosan mexikóvárosi épület volt az ország legmagasabb épülete (például a Torre Ejecutiva Pemex, majd a Torre Mayor, később a Torre BBVA Bancomer, végül a 246 méter magas Torre Reforma), azonban 2017-ben mindezeket túlszárnyalta a San Pedro Garza Garcíában felavatott Torre KOI.

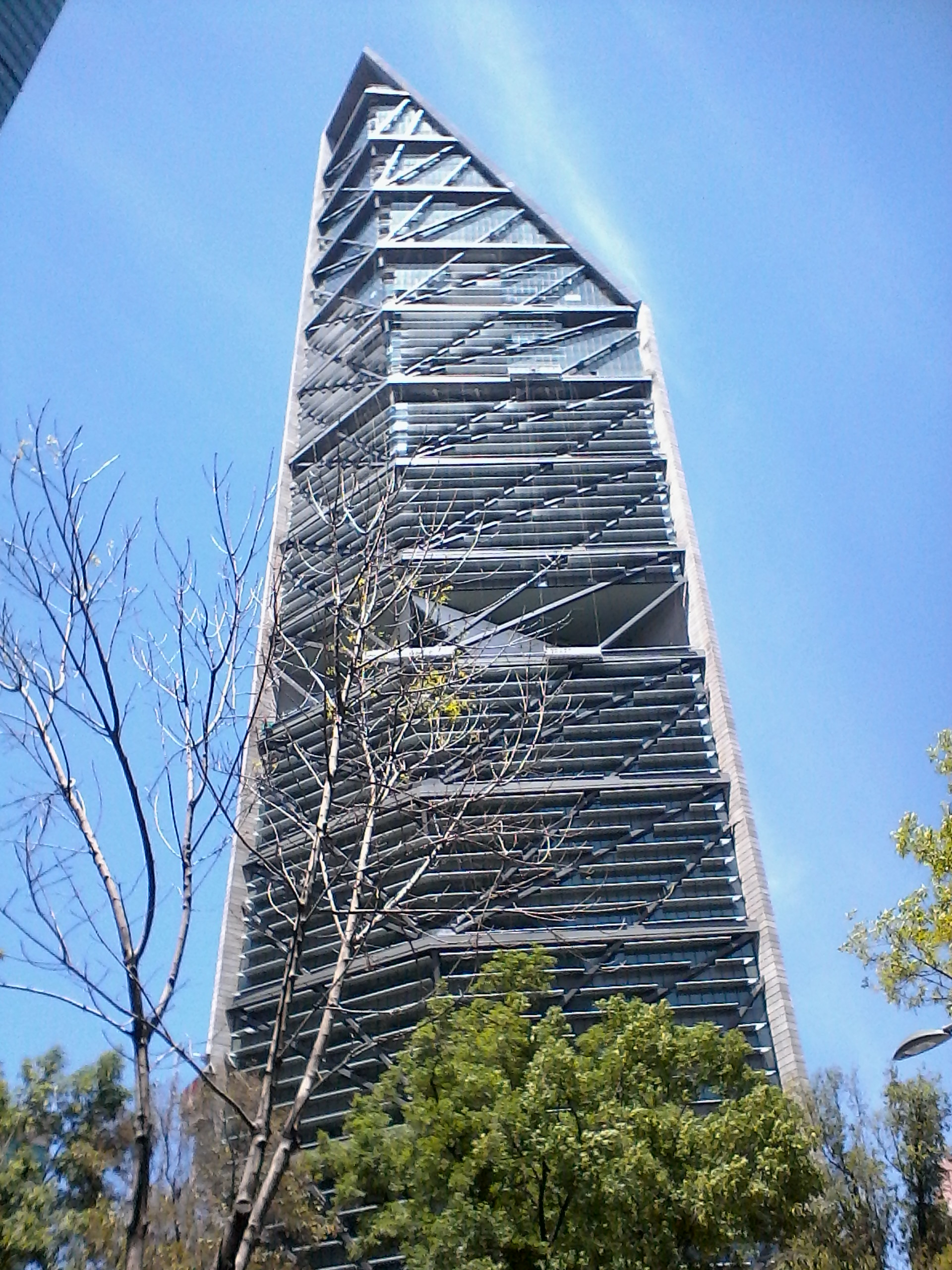
Legmagasabb épülete, a Torre Reforma
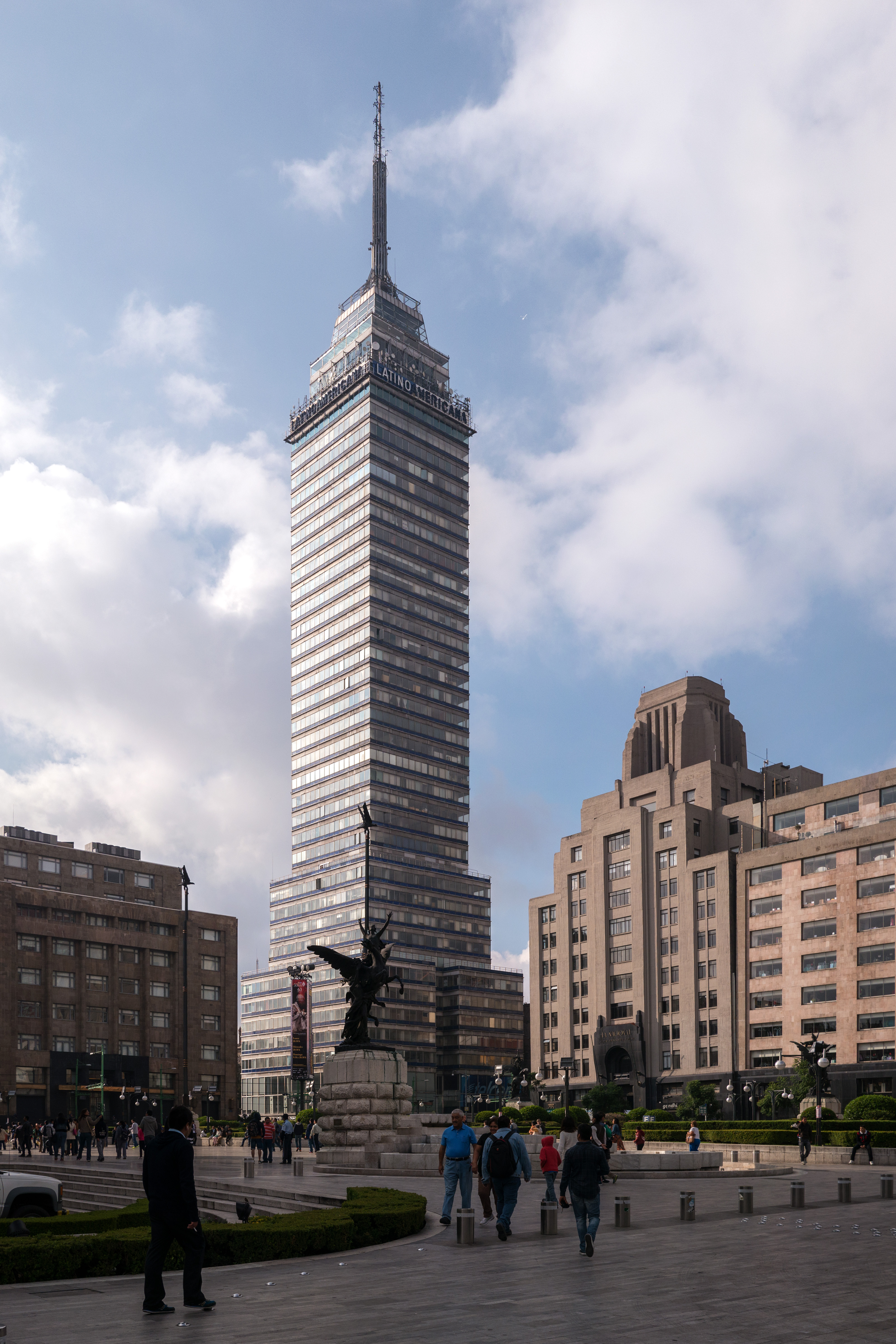
Torre Latinoamerica
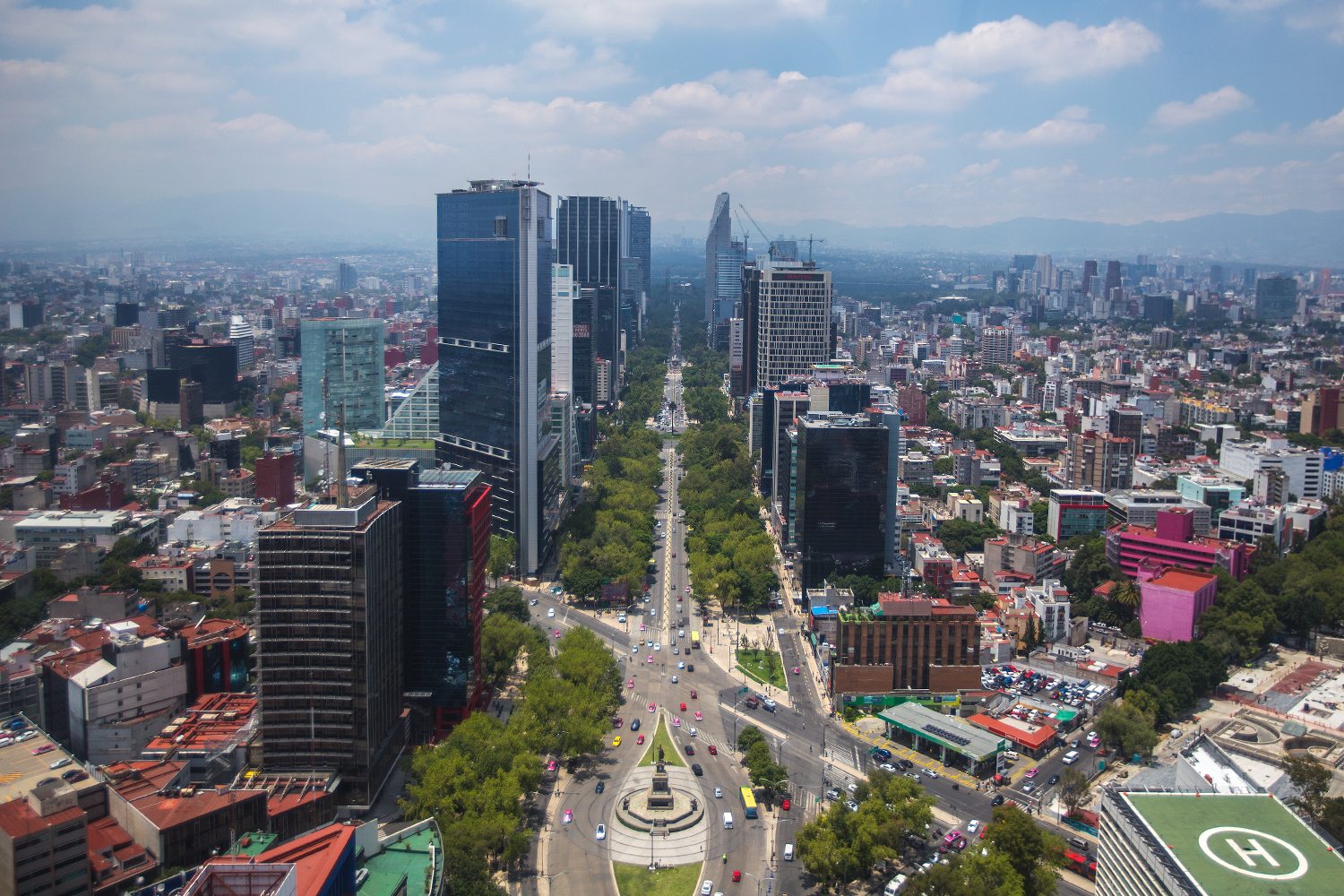
A Paseo de la Reforma út
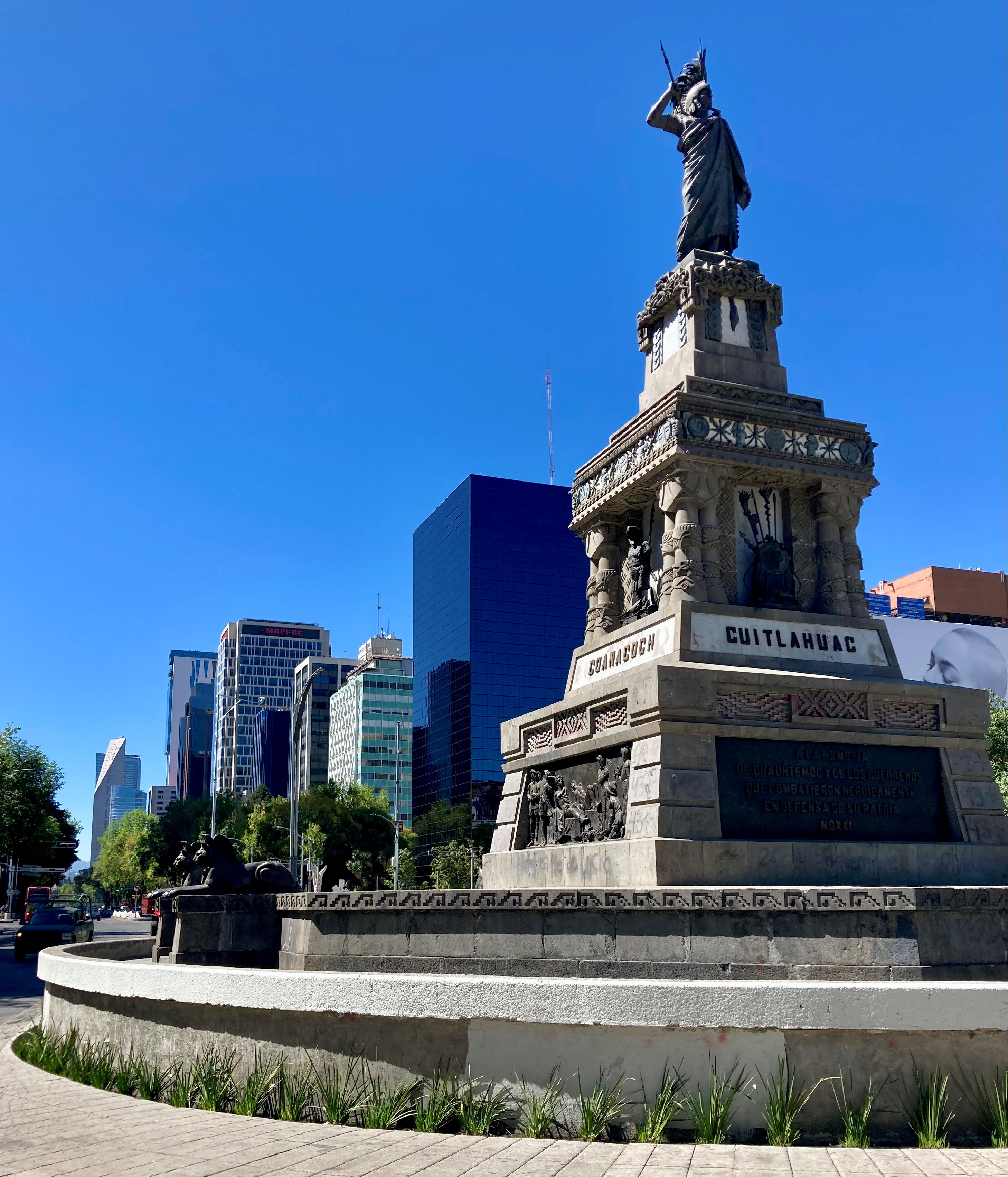
A felhőkarcolók előtt a Cuauhtémoc-emlékmű
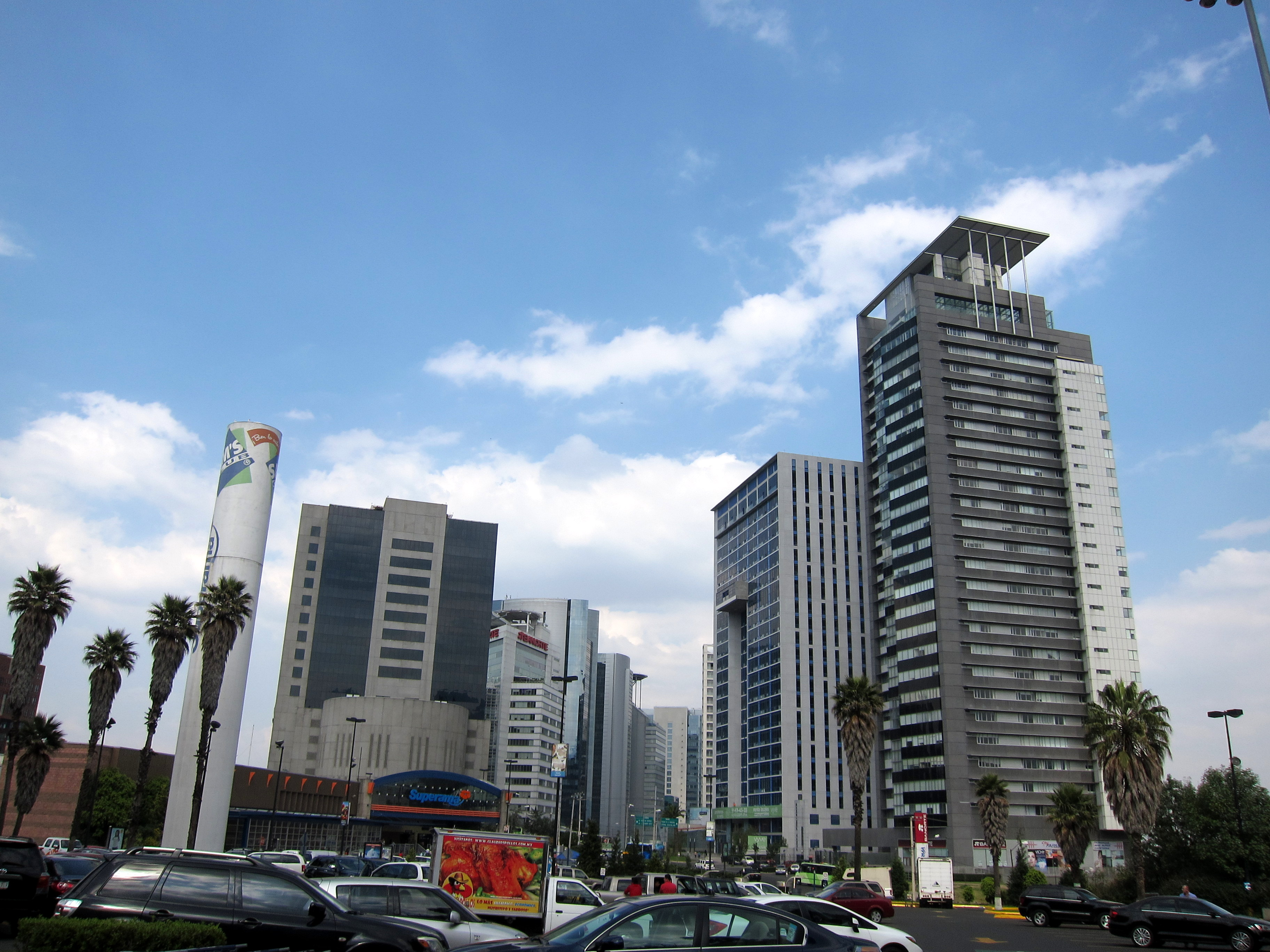
Santa Fe
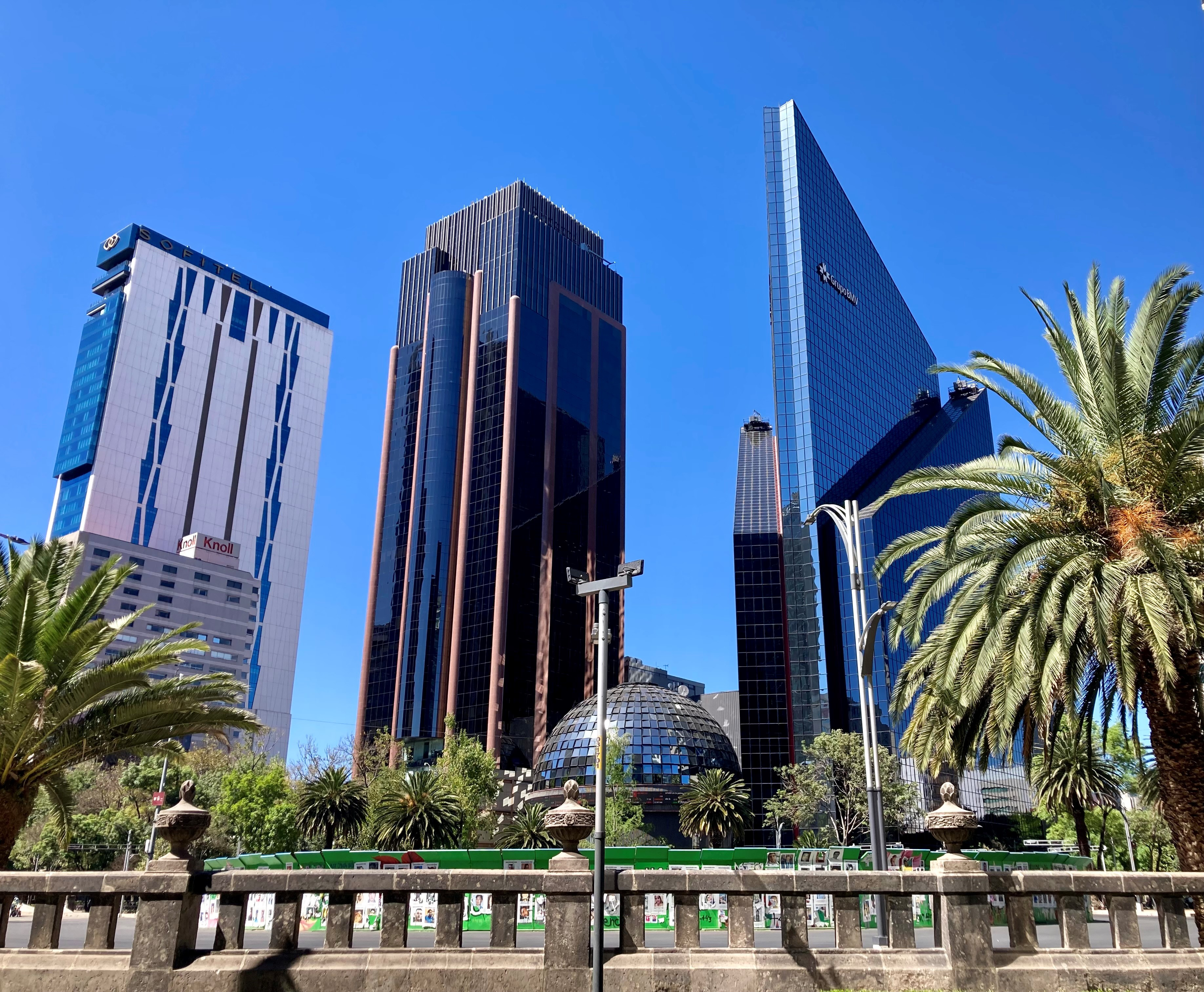
A Paseo de la Reforma felhőkarcolói
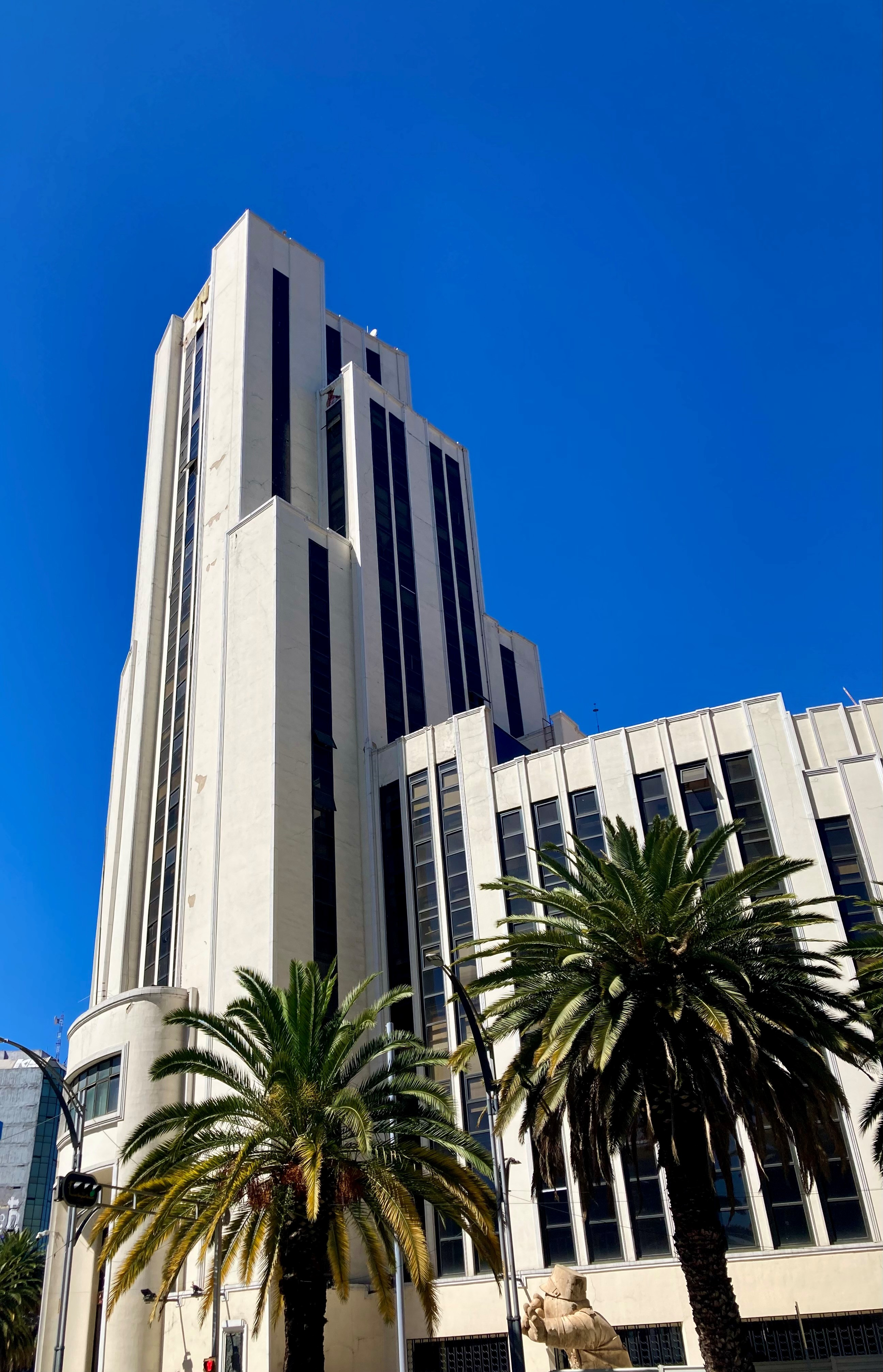
Toronyház

## Gazdaság
A város Latin-Amerika egyik legfontosabb gazdasági központja. Egy tanulmány szerint a Mexikóváros GDP-je 2009-ben 390 milliárd dollár volt, amellyel a világ nyolcadik leggazdagabb városa és a leggazdagabb Latin-Amerikában.
Egy 2014-es tanulmány szerint Mexikóváros tágabb régiója 404 milliárd amerikai dollár (PPP) bruttó hazai terméket termel. Gazdaságilag ekkor a világ legerősebb nagyvárosi régióinak rangsorában a 19. helyet szerezte meg.
Az ország ipari termelésének több mint a fele Mexikóvárosban vagy annak közelében keletkezik. Gyógyszereket, vegyszereket, textil- és elektronikai cikkeket, acél- és szállítóeszközöket, valamint könnyűipari termékeket, élelmiszereket és fogyasztási cikkek széles választékát gyártják itt.
A nagyváros egy kialakulóban lévő ipari öv központja, amely a nyugati Guadalajarától a keleti Mexikói-öböl partján fekvő Veracruzig húzódik. A tőzsdéje Latin-Amerikában az egyik legnagyobb.
2015 márciusában magyar kereskedőház is nyílt itt.
2002-ben Mexikóvárosnak a humán fejlettségi index értéke 0,915 volt, amely megegyezett Dél-Koreáéval.
Itt található a Canadian Pacific Kansas City vasúttársaság egyik mexikói székhelye.

## Sport

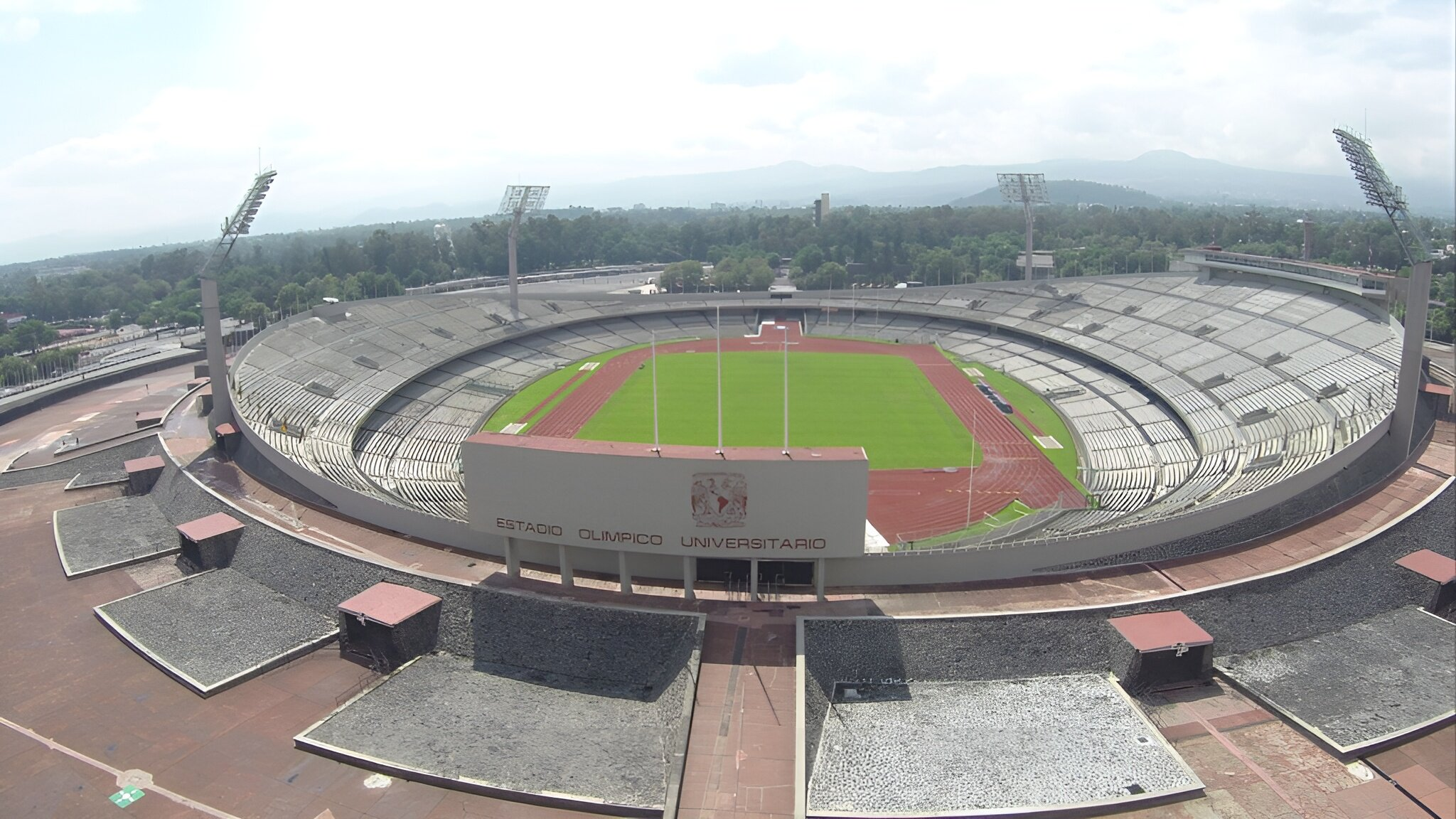
Az Olimpiai Stadion

Guadalajara mellett Mexikóváros az ország legkedveltebb sportjának, a labdarúgásnak az egyik fellegvára. Amellett, hogy a mexikói labdarúgó-válogatott legtöbb mérkőzését itt, az Estadio Azteca stadionban játssza, a legsikeresebb klubcsapatok többsége is mexikóvárosi. A Club América, a Cruz Azul és a Pumas UNAM egy 2013-as felmérés szerint az ország négy legnépszerűbb csapata közé tartozik, de sokáig itt játszott a Necaxa is, amely 2003-ban költözött Aguascalientesbe. Szintén mexikóvárosi klub a CF Atlante, amely azonban 2007 és 2020 között Cancúnban szerepelt.
Mexikóváros több, világviszonylatban is jelentős sporteseménynek adott otthont, többek között itt rendezték az 1968-as nyári olimpiai játékokat, valamint az 1970-es és az 1986-os labdarúgó-világbajnokság számos mérkőzését, köztük a döntőket is.

## Testvértelepülések
- Los Angeles (USA) (1969)
- Nagoja (Japán) (1978)
- San Salvador (El Salvador) (1979)
- Madrid (Spanyolország) (1983)
- Cuzco (Peru) (1987)
- Chicago (USA) (1987)
- Szöul (Dél-Korea) (1992)
- Berlin (Németország) (1993)
- Havanna (Kuba) (1997)
- Kijev (Ukrajna) (1997)
- Peking (Kína) (2009)[25]
- Santa María Huatulco (Mexikó) (2011)[26]
- Nicosia (Ciprus) (2012)[27]

## Képek

360°-os panorámakép a Torre Latinoamericana épületéből

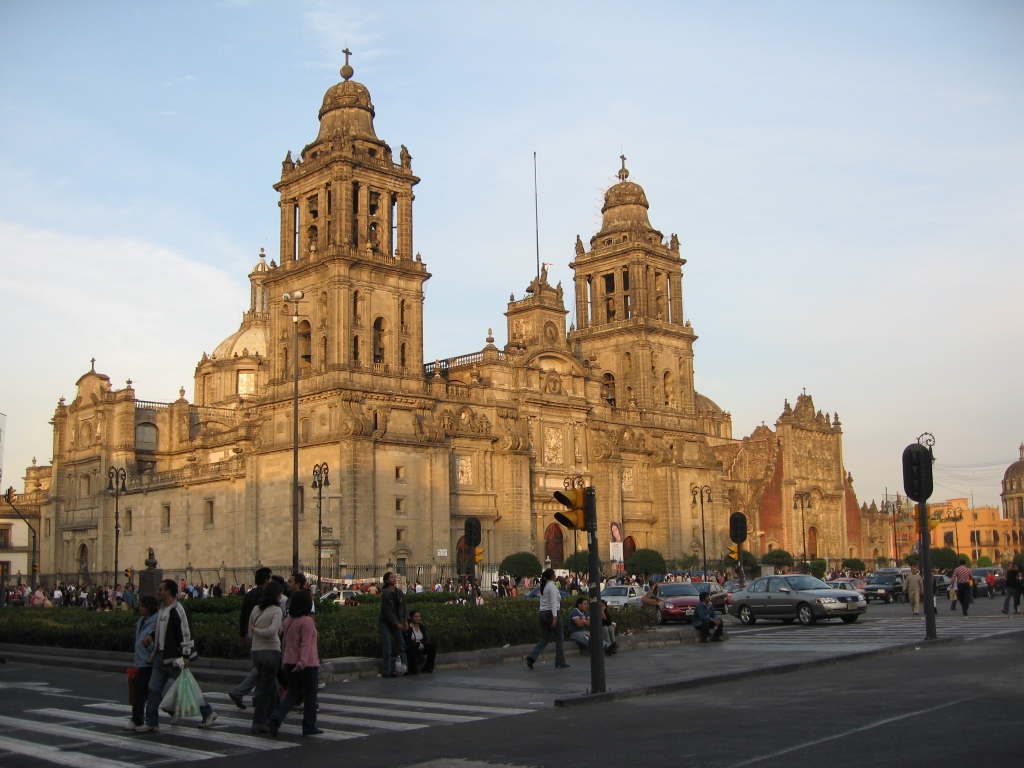
A városi székesegyház (Catedral Metropolitana)
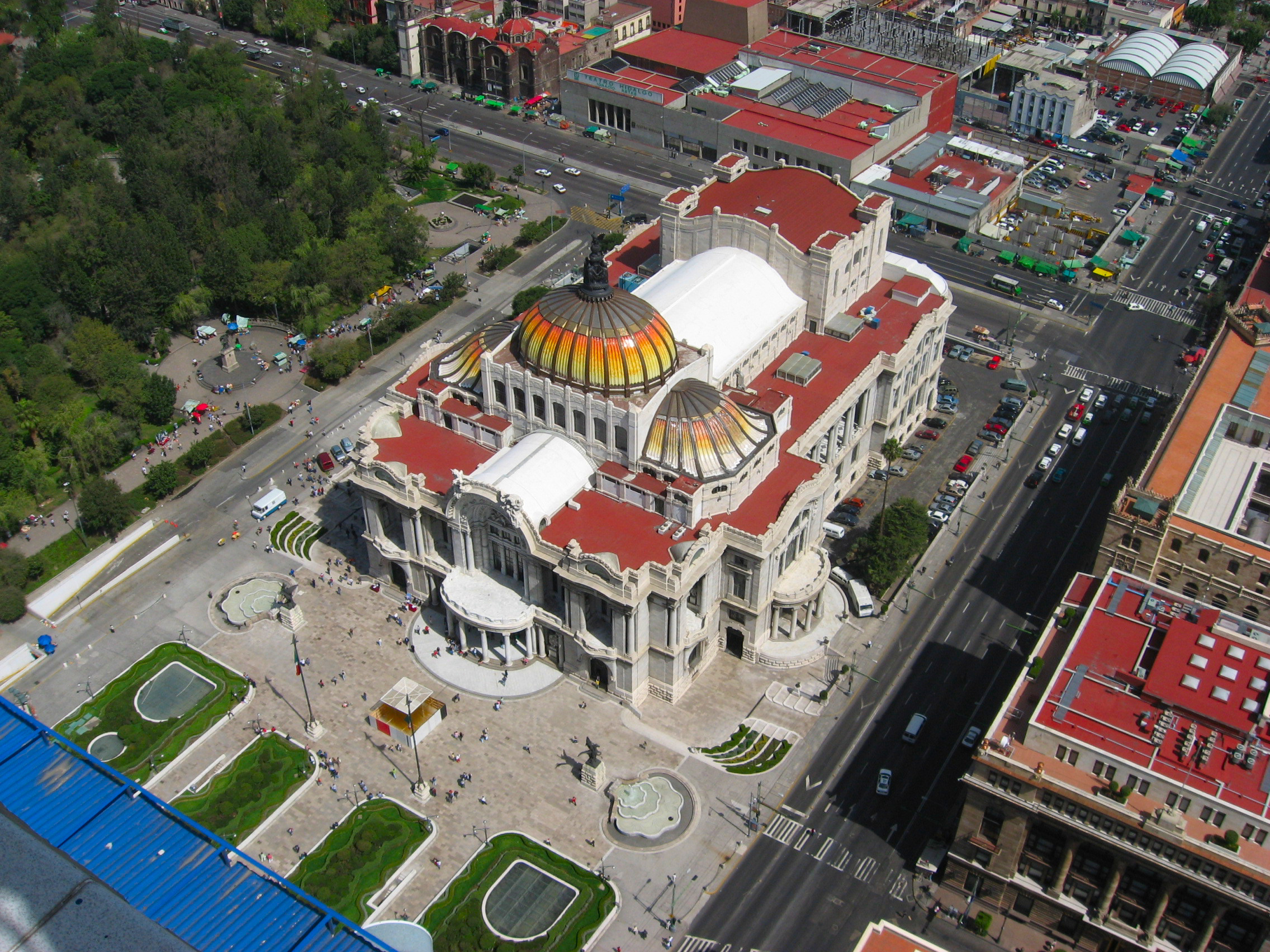
A Szépművészeti Palota
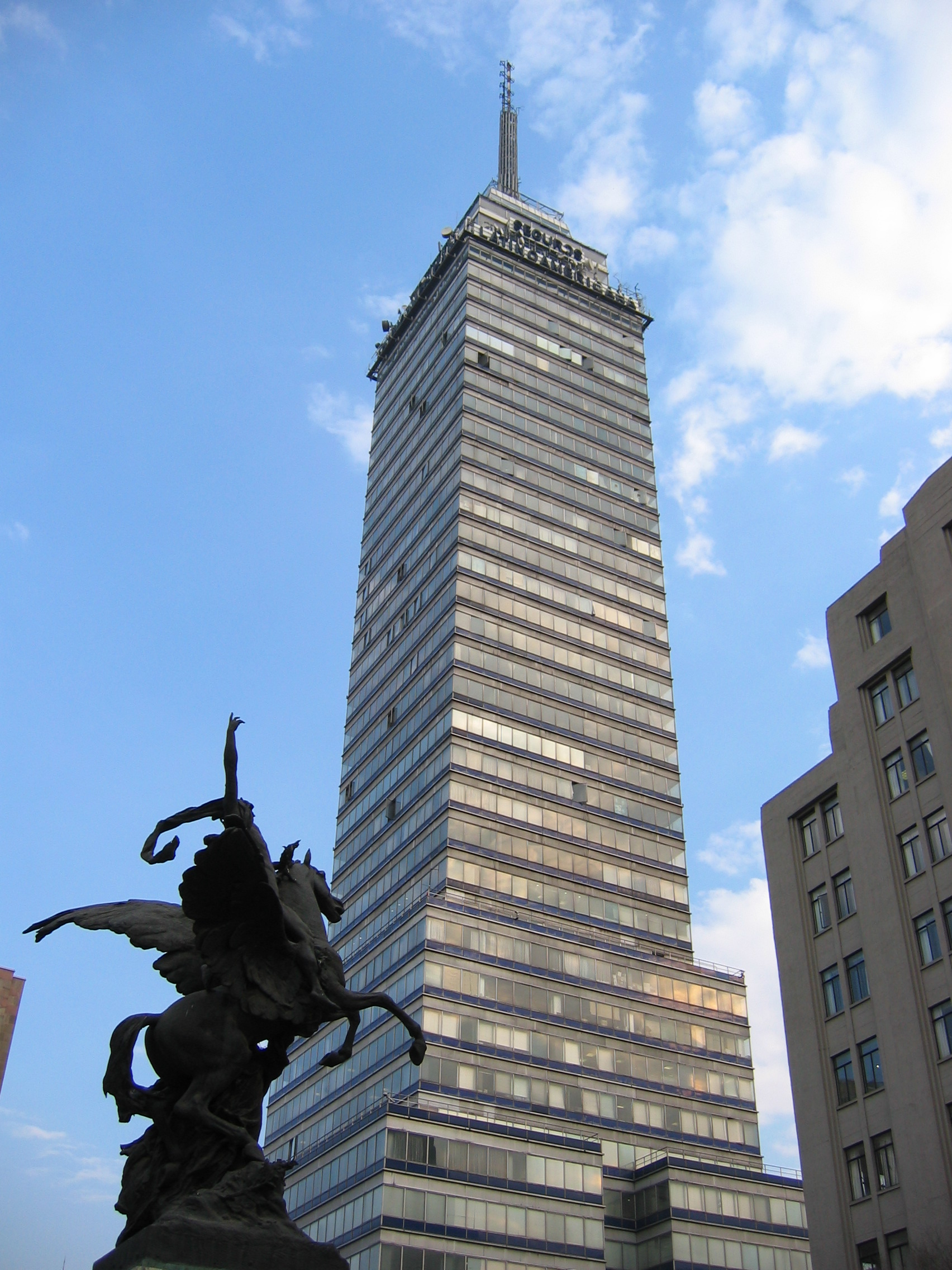
A Torre Latinoamericana
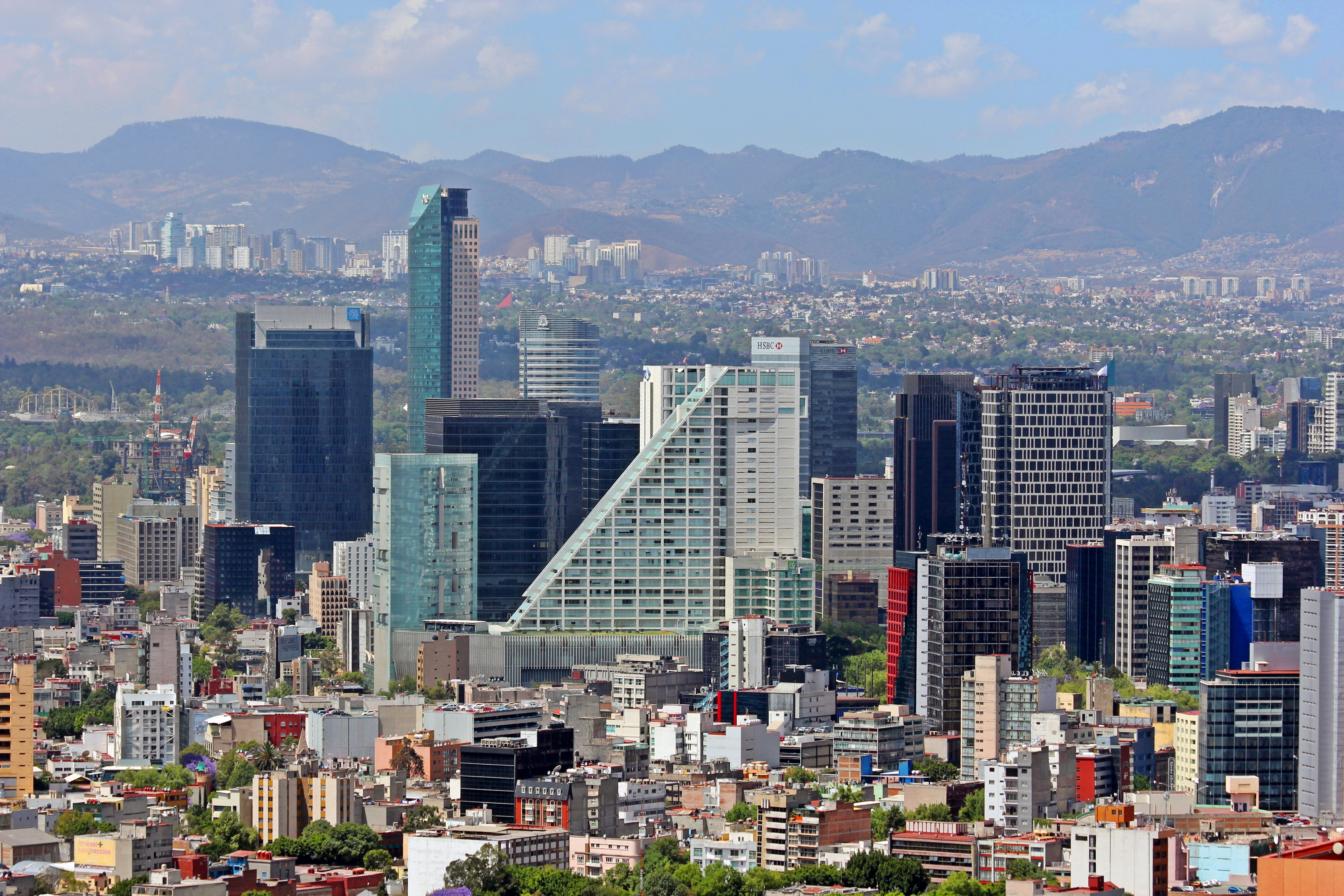
Felhőkarcolók a Paseo de la Reforma térségében
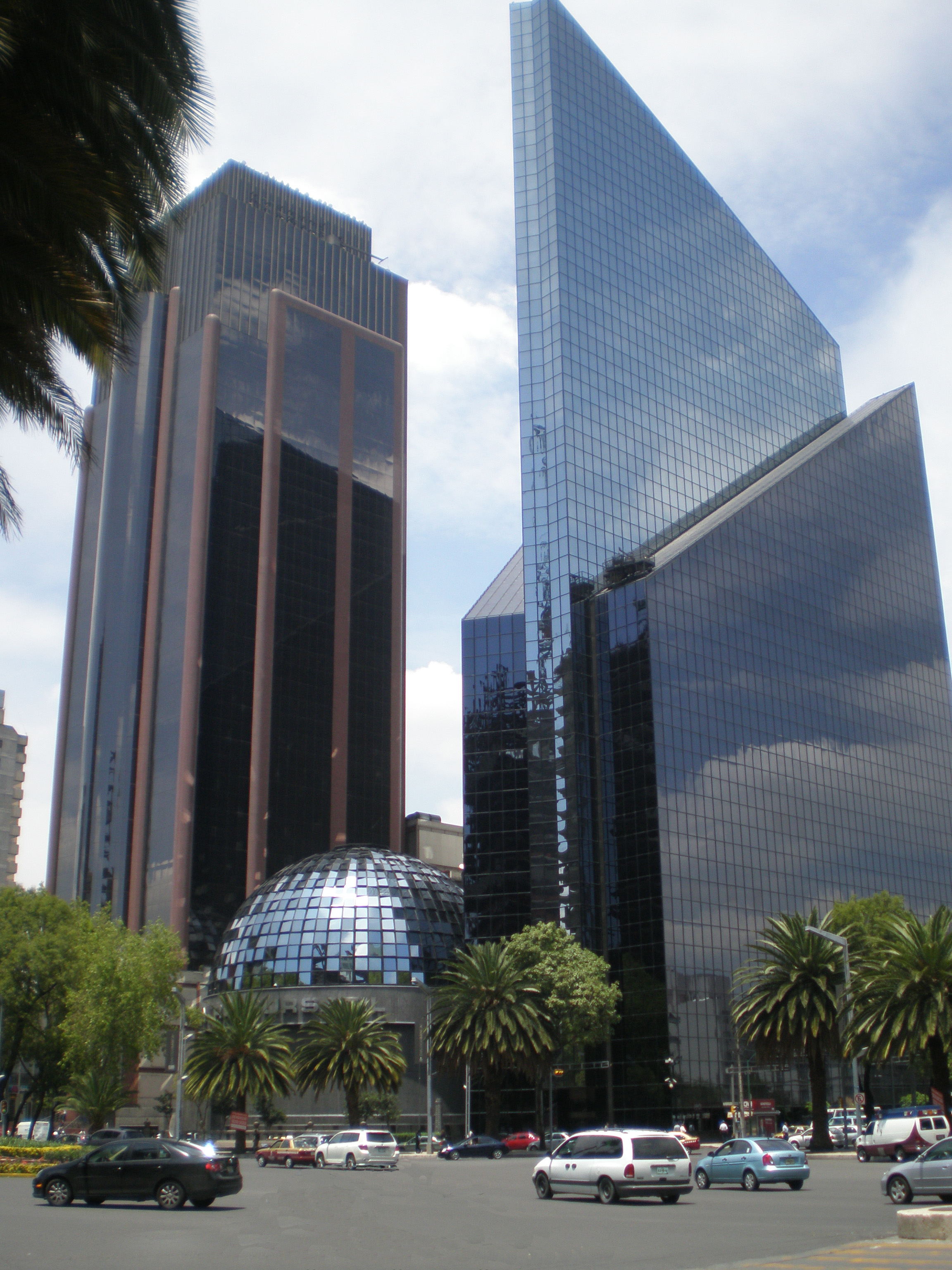
Az értéktőzsde épületei